# Primeira Catalã
A Primeira Catalã constitui a quinta divisão da Liga Espanhola de Futebol da região da Catalunha. A liga consiste em um dois grupos de 18 equipes (O Grupo 1 com os times do Norte de Barcelona e os times de Girona, já o Grupo 2 abrange os times do Sul de Barcelona, os times de Tarragona, os times de Lérida, além de um time de Andorra. O primeiro colocado de cada grupo, além do vencedor uma eliminatória entre os segundos e terceiros colocados enfrentando-se em duas partidas o  e as duas equipes que ganharem esta eliminatória jogarão entre si em uma final, disputando por uma terceira vaga de ascenso a Tercera División. Os 4 últimos de cada grupo, além do pior 14º colocado entre os dois grupos são rebaixados para a Segunda Catalã.

## Equipes Participantes da Primeira Catalã 2018/2019

### Grupo 1
| Equipe                      | Cidade                  | Estádio                                     | Fundação | Site Oficial                      |
| --------------------------- | ----------------------- | ------------------------------------------- | -------- | --------------------------------- |
| FC Argentona                | Argentona               | Estadio Municipal de Argentona              | 1923     | http://www.fcargentona.com/       |
| CE Banyoles                 | Banyoles                | Nou Estadi Municipal de Banyoles            | 1913     | http://www.cebanyoles.net/        |
| CF Can Vidalet              | Esplugues de Llobregat  | Estadio Municipal El Molí                   | 1966     | http://www.cfcanvidalet.com/      |
| EE Guineueta CF             | Barcelona               | Estadio Municipal Guineueta                 | 1961     | https://www.guineueta.com/        |
| CE Farners                  | Santa Coloma de Farners | Estadio Municipal de Santa Coloma de Farnés | 1919     | http://www.futbolfarners.cat/     |
| Girona FC "C"               | Girona                  | Estadio Municipal de Montilivi              | 1930     | http://www.gironafc.cat/          |
| UE La Jonquera              | La Jonquera             | Estadio Municipal La Jonquera               | 1922     | http://www.uelajonquera.com/      |
| UE Llagostera "B"           | Llagostera              | Estadio Municipal de Llagostera             | 1947     | http://www.uellagostera.cat/      |
| CF Lloret                   | Lloret de Mar           | Estadio Municipal de Lloret de Mar          | 1952     | http://www.cflloret.com/          |
| AEC Manlleu                 | Manlleu                 | Estadi Municipal d'Esports de Manlleu       | 1933     | https://www.aecmanlleu.com/       |
| Palamós CF                  | Palamós                 | Estadi Nou Municipal de Palamós             | 1898     | http://palamoscf.cat/             |
| UE Rubí                     | Rubí                    | Estadi Municipal de Can Rosés               | 1912     | https://uerubi.cat/               |
| CF Sabadell Nord            | Sabadell                | Camp de Futbol Municipal Ca n'Oriac         | -        | http://www.sabadellnord.es/       |
| UE San Juan At. de Montcada | Montcada i Reixac       | Estadio Municipal Can Sant Joan             | 1963     | http://uesantjoanat.montcada.cat/ |
| Sant Cugat Esport FC        | Sant Cugat del Vallès   | Estadio Municipal Jaume Tubau               | 1916     | http://www.santcu.cat/            |
| UE Tona                     | Tona                    | Estadio Municipal de Tona                   | 2008     | http://www.uetona.cat/            |
| UE Vic                      | Vich                    | Estadio Municipal de Vic                    | 1913     | http://www.fundaciouevic.cat/     |
| UE Vilassar de Mar          | Vilassar de Mar         | Camp de Futbol Municipal Xevi Ramon         | 1923     | http://uevilassardemar.cat/       |

### Grupo 2
| Equipe                            | Cidade                   | Estádio                              | Fundação          | Site Oficial                                        |
| --------------------------------- | ------------------------ | ------------------------------------ | ----------------- | --------------------------------------------------- |
| FC Andorra                        | Andorra-a-Velha,         | Estadio Municipal Aixovall           | 1942              | -                                                   |
| CF Balaguer                       | Balaguer                 | Estadio Municipal de Balaguer        | 1945              | http://cfbalaguer.com/                              |
| FC Borges Blanques                | Les Borges Blanques      | Estadio Municipal Borges Blanques    | 1917              | https://www.facebook.com/Fc-Borges-181563965544838/ |
| Cambrils Unió CF                  | Cambrils                 | Nou Camp Municipal de Cambrils       | 2009              | http://www.cambrilsucf.cat/                         |
| CE EFAC Almacelles                | Almacelles               | Estadio Municipal de Almacelles      | 1926              | http://www.efacalmacelles.es/                       |
| CF Gavà                           | Gavà                     | Estadio Municipal La Bòbila          | 1929              | http://cfgava.blogspot.com/                         |
| CF Igualada                       | Igualada                 | Estadio Municipal Les Comes          | 1939              | http://www.cfigualada.cat/                          |
| CE Júpiter                        | Barcelona                | Estadio Municipal de Júpiter         | 1909              | http://cejupiter.cat/                               |
| Lleida Esportiu Terraferma CF "B" | Lleida                   | Camp d'Esports                       | 2011 (refundação) | http://www.lleidaesportiu.cat/                      |
| CE Manresa                        | Manresa                  | Nou Estadi Municipal del Congost     | 1906              | http://www.cemanresa.com/                           |
| CFJ Mollerussa                    | Mollerussa               | Camp Municipal d'Esports Mollerussa  | 1930              | http://www.uerapitenca.net/                         |
| CF Montañesa                      | Barcelona                | Estadio Municipal Nou Barris         | 1927              | http://www.cfmontanyesa.com/                        |
| UE Rapitenca                      | Sant Carles de la Ràpita | Estadio Municipal de la Devesa       | 1930              | http://www.uerapitenca.net/                         |
| UE Sant Ildefons                  | Cornellà de Llobregat    | Estadio Municipal de Sant Ildefons   | 1994              | http://www.uesantildefons.com/                      |
| UE Tàrrega                        | Tàrrega                  | Estadi Municipal Joan Capdevila      | 1957              | http://uetarrega.cat/ca/c/index-1                   |
| UD Viladecans                     | Viladecans               | Estadio Municipal Nou de Viladecans  | 1920              | http://www.udviladecans.es/                         |
| CF Vilanova i la Geltrú           | Vilanova i la Geltrú     | Estadi Municipal dels Alumnes Obrers | 1951              | -                                                   |
| UD Vista Alegre                   | Castelldefels            | Estadio Municipal Can Vinader        | 1974              | http://www.udvistaalegre.es/                        |